# Penzion

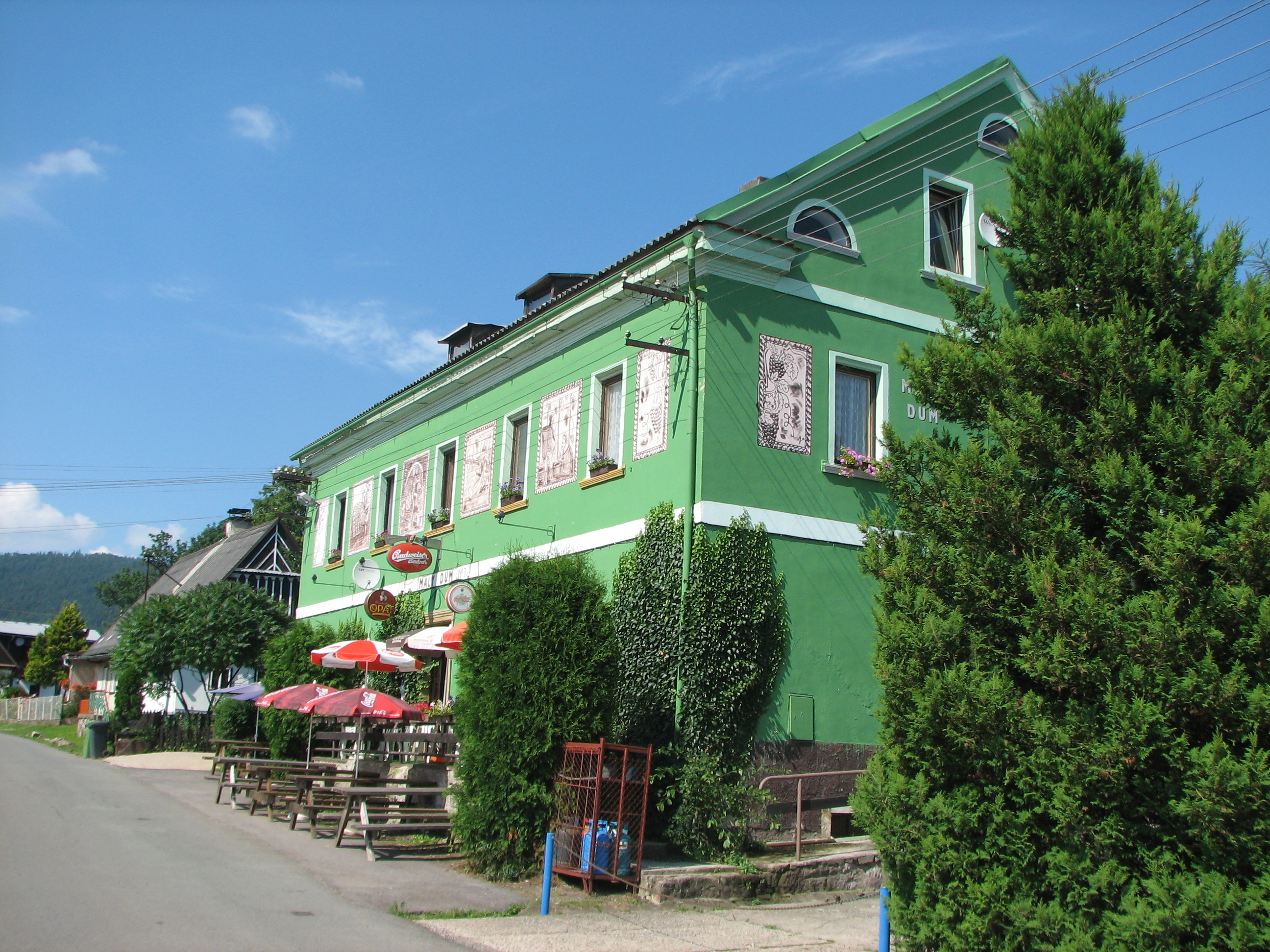
Rodinný penzion v Ruprechticích

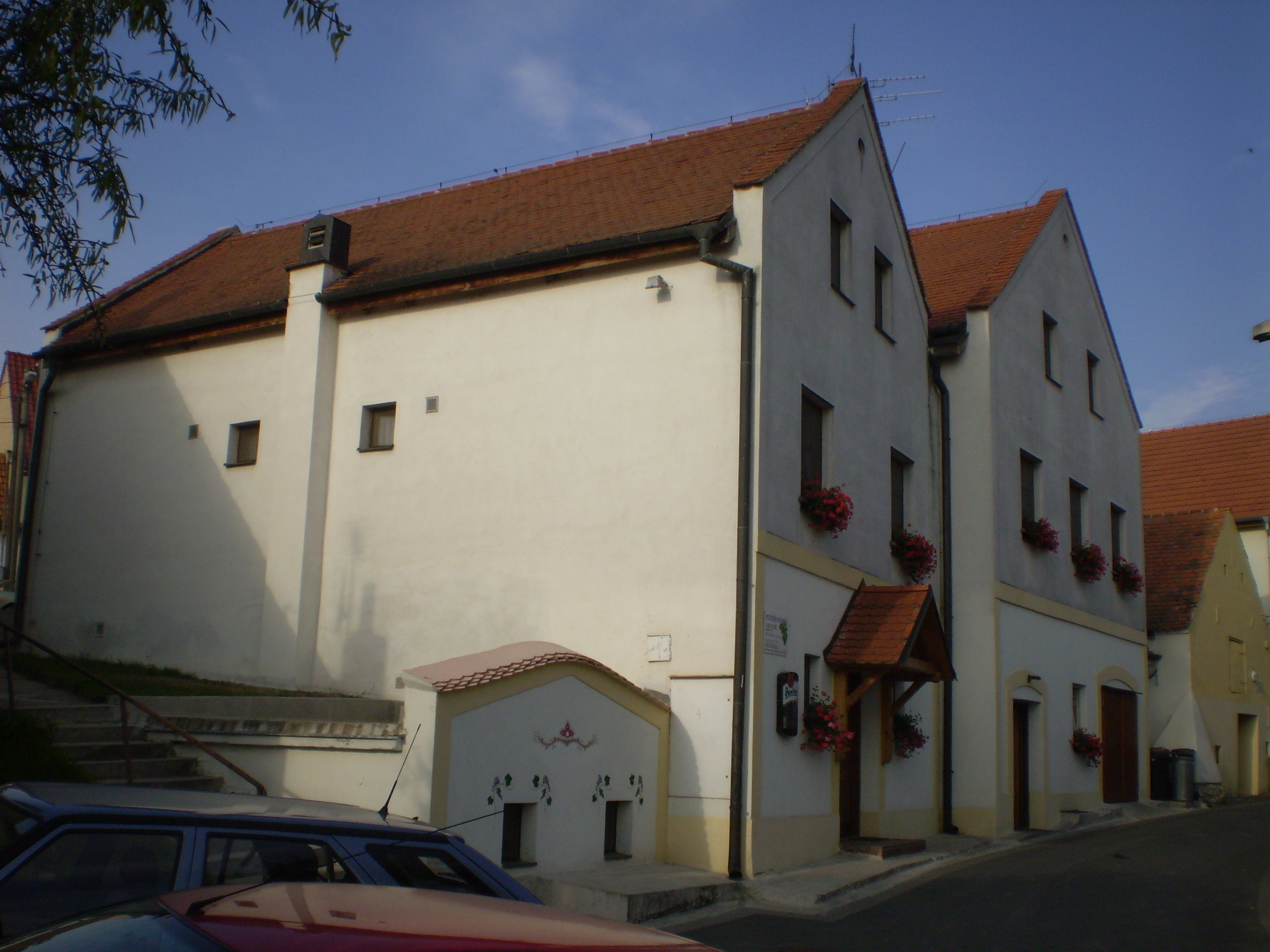
Penzion v Pavlově

Penzion je ubytovací zařízení (často jde o rodinné podniky a používá se pro označení menších zařízení). Pro účely klasifikace je penzion specifikován jako ubytovací zařízení s nejméně 5 a max. 20 pokoji pro hosty. Z tohoto pohledu je každé ubytovací zařízení s více než 20 pokoji chápáno již jako hotel.

## VyhláškaMinisterstva pro místní rozvoj
Základní pojem „penzion“ spolu s ostatními kategoriemi ubytovacích zařízení jsou definovány ve vyhlášce MMR č 501/2006Sb. Ve vyhlášce je penzion definován jako „ubytovací zařízení s nejméně 5 pokoji pro hosty, s omezeným rozsahem společenských a doplňkových služeb, avšak s ubytovacími službami srovnatelnými s hotelem“.

## Oficiální klasifikace
Penzion a oficiální klasifikace dle mezinárodní certifikace Hotelstars se člení max. do čtyř tříd (1 až 4 hvězdičky). Penzionu může být přidělena dle mezinárodní klasifikaci jedna, dvě, tři nebo čtyři hvězdičky. Dále může být penzion certifikovaný na Penzion Superior (Superior označuje ubytovací zařízení, které má více vybavení než je požadováno např. dětský koutek, dětské hřiště, zahradu, saunu, wellness, gril apod.).

## Stravování
U ubytovacích zařízení, která kromě snídaní neposkytují ani oběd ani večeři, je možná klasifikace pouze do 4 hvězdiček. V tomto případě se musí uvádět slovní označení Pension.

## Porovnání s jinými ubytovacími zařízeními
- Penzion – ubytovací zařízení s nejméně 5 a max. 20 pokoji pro hosty (bez snídaní nebo s možností snídaní). Člení se max. do čtyř tříd (1 až 4 hvězdičky).
- Penzion Superior – ubytovací zařízení s nejméně 5 a max. 20 pokoji pro hosty (bez snídaní nebo s možností snídaní). Člení se max. do čtyř tříd (1 až 4 hvězdičky). Superior označuje ubytovací zařízení, které má podle klasifikace HotelStars vybavení více hodnotových bodů než je požadováno, zejména zvlášť vysokou nabídku služeb[2] (např. dětský koutek, dětské hřiště, zahradu, saunu, wellness, gril apod.).